# Elephanz
Cet article possède un paronyme, voir Éléphant (homonymie).
Elephanz est un groupe français de pop rock electro formé en janvier 2008 par les frères Jonathan et Maxime Verleysen originaires de Vertou. Les frères Verleysen sont auteurs-compositeurs-interprètes de toutes leurs chansons,.

## Historique
En 2008, Jonathan et Maxime Verleysen décident de créer un compte MySpace afin de mettre en ligne les quelques morceaux qu'ils ont réalisés quelques semaines auparavant. C'est la naissance d'Elephanz.
Le nom du groupe aurait été inspiré par le Grand éléphant de Nantes et serait aussi une référence au film Elephant de Gus Van Sant.
En 2009, le groupe publie un EP, Ideal Roommates, qui lui vaut d'être invité aux prestigieuses Transmusicales de Rennes 2009.
En 2010, Elephanz remporte le tout premier Prix Chorus des Hauts-de-Seine parmi 600 candidats.
Le premier album d'Elephanz, Time For A Change, sort en 2013, suivi d'une version Deluxe en 2014. Le premier single extrait de l'album est Stereo (qui figure aussi dans la compilation Nova Tunes 2.4 et dans le film Les Profs 2). Le deuxième extrait de l'album, également intitulé Time For A Change, est utilisé dans de plusieurs spots publicitaires tels que Volvo ou Numericable.
En 2014, Elephanz est nommé pour aux Victoires de la musique comme meilleur album électro de l'année. La tournée du premier album se compose d'une cinquantaine de dates dont de célèbres salles telles que La Cigale à Paris ou le Stereolux à Nantes et de nombreux festivals comme les Francofolies, les Papillons de Nuit et le Printemps de Bourges.

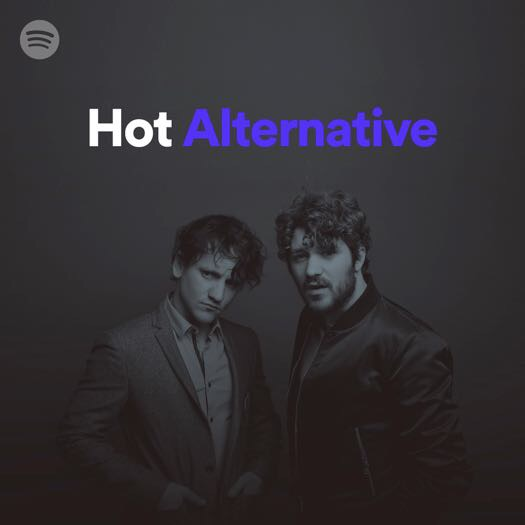
Elephanz en couverture de playlist Spotify

Le deuxième album du groupe, simplement intitulé Elephanz, est publié en octobre 2017. Ce deuxième opus marque une évolution de la part des frères Verleysen, avec plus de cohérence entre les morceaux (abordant des thèmes souvent liés à l'amour) et avec un soin particulier apporté au mix par Pierrick Devin. Le premier extrait, Blowing Like a Storm, est en airplay sur Radio FG, M6, W9 ou encore MTV. L'album est également très présent en streaming puisque diffusé sur plus de 17 playlists comme Spotify et Deezer. Le deuxième extrait s'intitule Maryland et connait un très grand succès en streaming (plus de 15 millions de streams), le groupe faisant même la couverture des playlists Spotify « Hot Alternative » et « Indie Station » avec ce morceau, qui est également inclus dans la playlist phare de Spotify France « Hits du moment ». Le titre sera repris pour la campagne de lancement de Ma French Bank.
Le succès de 'Maryland' culminera avec la certification Single d'Or Disque_de_certification#Singles en septembre 2019 par GfK_Entertainment. Le groupe enregistre une autre version de Maryland avec une participation de la chanteuse Eugénie pour les couplets traduits en français (alors que le refrain reste en anglais et chanté par le groupe). Cette chanson est playlistée entre autres sur Virgin Radio, RTL2, Voltage, Hit West ou encore Vibration.
En mars 2019 ELEPHANZ sort un single hors album intitulé 'Imperfections' qui sera largement diffusé en radio (notamment Alouette_(radio)Fg radioHit WestVibration (radio)Virgin Radio (France) et qui atteindra près de 4 Millions de streams sur les plateformes.
Le groupe s'est ensuite consacré en 2019 et 2020 a l'écriture et la production de nouvelles chansons, dont les textes seront en français pour la première fois.
Un premier Ep, ‘L’Histoire à l’Envers’, duquel est extrait le single du même nom, paraît le 30 Octobre 2020. Le single est soutenu par de nombreuses radios et se classetop 10 dans plusieurs playlists de streaming Spotify, Apple Music et Deezer. Deux chansons de cet EP sont illustrées par des clips officiels : ‘L’Histoire à l’Envers’, réalisé par Marie Schuller, et ‘Doigts Croisés’, réalisé par Maxim Kelly.
Elephanz se produit en concert aux Studios Ferber le 15 Décembre 2020 pour le Secours Populaire.
Début 2021, le duo dévoile le single ‘C’Est Pas Sérieux’. Ils interprètent le titre en live sur le plateau de l’émission de Daphné Burki ‘Culture Box’, et publient une lyrics video réalisée par Jon, un des deux membres du groupe.

## Discographie

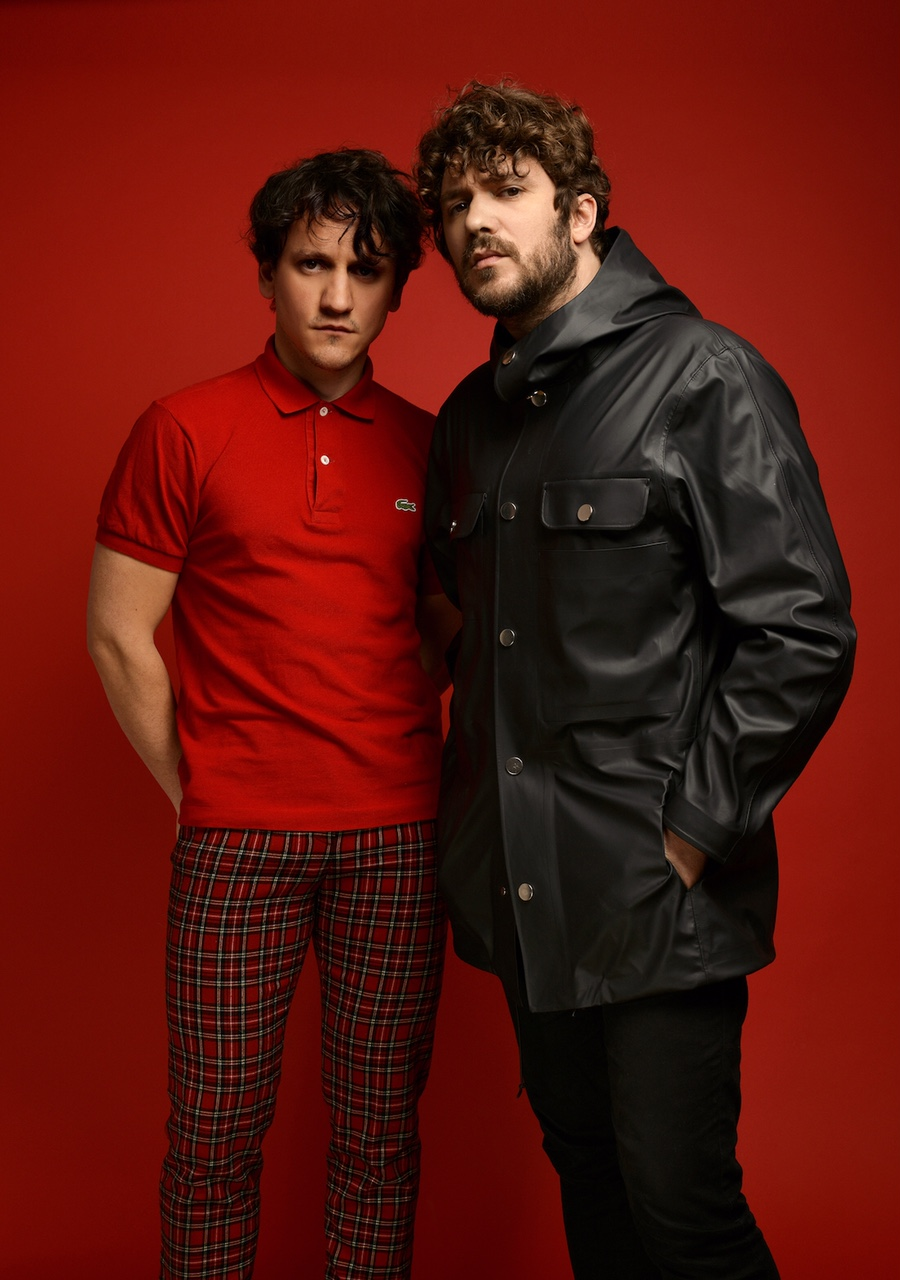
Elephanz en 2017

### Albums
| Année | Album             | Meilleurs positions |
| Année | Album             | FR                  |
| ----- | ----------------- | ------------------- |
| 2013  | Time for a Change | 173                 |
| 2017  | Elephanz          |                     |
| 2023  | Rien de personnel |                     |

### EPs
| Année | Album                 | Meilleurs positions |
| Année | Album                 | FR                  |
| ----- | --------------------- | ------------------- |
| 2010  | Ideal Roommates EP    | 58                  |
| 2020  | L'Histoire à l'envers |                     |

### Singles
| Année | Single                | Meilleurs positions | Album              |
| Année | Single                | FR                  | Album              |
| ----- | --------------------- | ------------------- | ------------------ |
| 2011  | Stereo                | –                   | Ideal Roommates EP |
| 2013  | Time for a Change     | 99                  | Time for a Change  |
| 2017  | Blowing Like A Storm  | 76                  | Elephanz           |
| 2017  | Maryland              | ?                   | Elephanz           |
| 2020  | L'Histoire à l'envers |                     |                    |
| 2023  | A 120 BPM             |                     | Rien de personnel  |
| 2023  | Mexico (feat Clou)    |                     | Rien de personnel  |
| 2023  | Ce que dit la rumeur  |                     | Rien de personnel  |

### Remixes
| Année | Artiste      | Titre                |
| ----- | ------------ | -------------------- |
| 2010  | Minitel Rose | Do You Like My Song? |
| 2010  | Beat Torrent | Do You Like My Song? |
| 2013  | Pyramid      | Time for a change    |
| 2014  | VXNUS        | Stereo               |
| 2017  | WE ARE I.V   | Blowing Like A Storm |

## Concerts
- septembre 2008 : Nantes[2]
- 19 septembre 2014 : Saint-Brieuc[11]
- 26 septembre 2014 : dans le cadre du Rock in the Barn (Vernon)[11]
- 11 octobre 2014 : Nantes[11],[12]
- 16 octobre 2014 : Tourcoing[11]
- 17 octobre 2014 : Strasbourg[11]
- 11 novembre 2014 : Tours[11]
- 12 novembre 2014 : Montpellier[11]
- 24 janvier 2015 : Basse-Goulaine[13]
- 26 octobre 2017 : Strasbourg
- 27 octobre 2017 : Mulhouse
- 04 novembre 2017 : Briec
- 07 novembre 2017 : Bordeaux
- 08 novembre 2017 : Toulouse
- 14 novembre 2017 : Rennes
- 17 novembre 2017 : Alençon
- 18 novembre 2017 : Auxerre
- 22 novembre 2017 : Paris, Le Trianon
- 25 novembre 2017 : Marseille

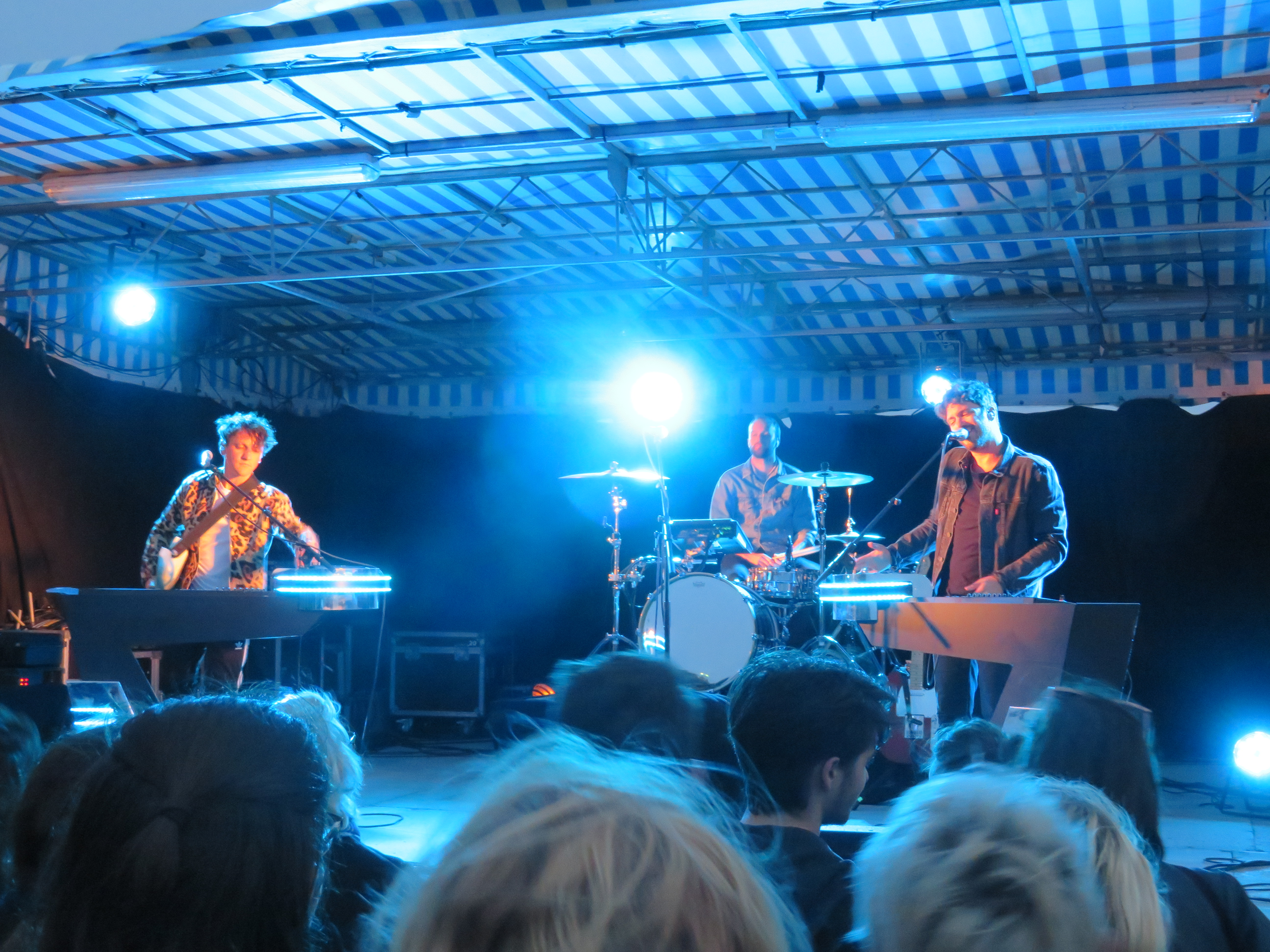
En concert, à Saint-Michel-Chef-Chef, le vendredi 25 août 2018.
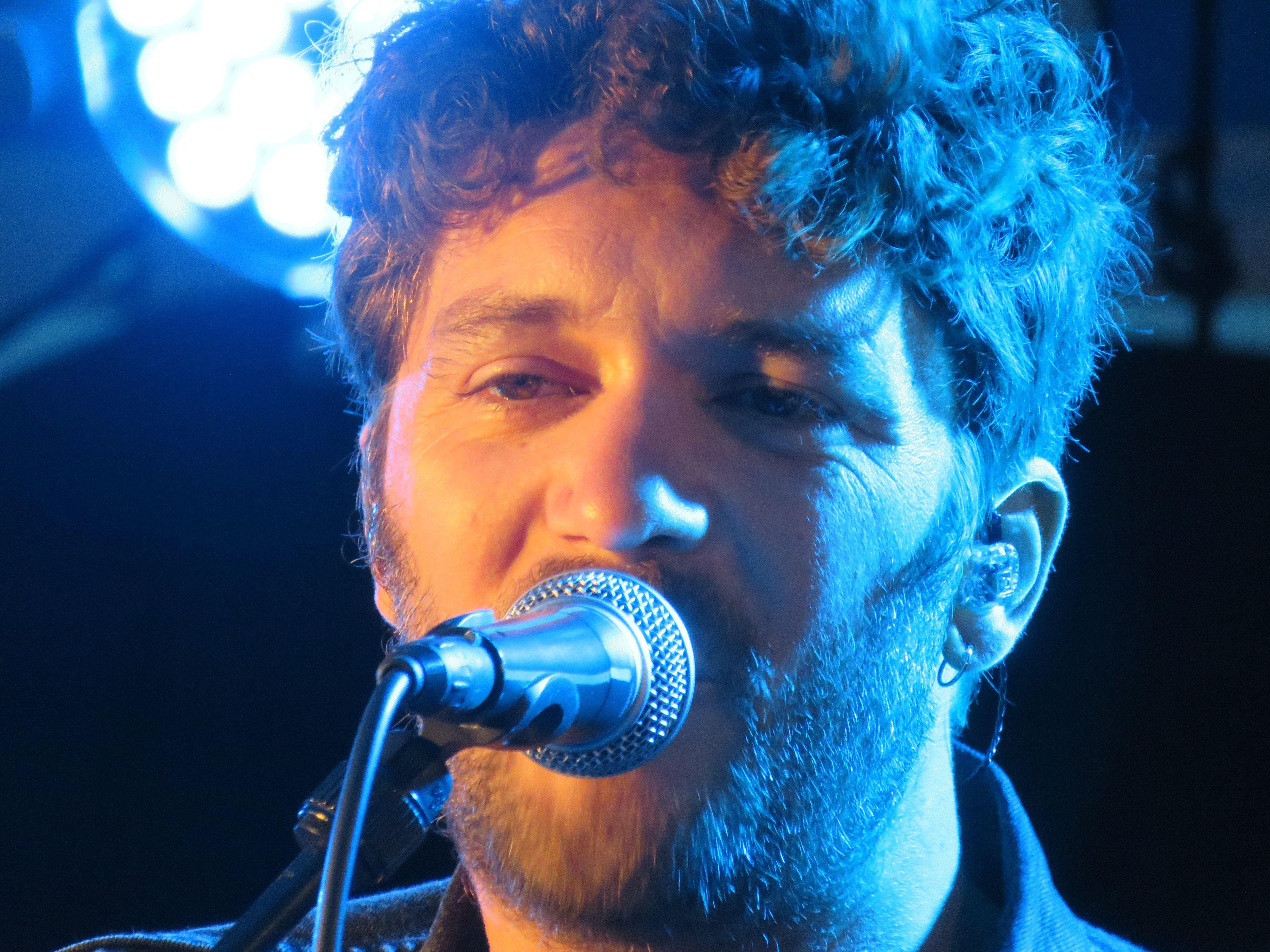

## Distinctions
- 2012 : Prix Chorus des Hauts de Seine[14]
- Nomination aux Victoires de la musique 2014, catégorie meilleur album électro de l'année[15]